# Zeno Clash II
Zeno Clash II est un jeu vidéo mêlant  Beat them all, combat et tir à la première personne développé par ACE Team, sorti en 2013 sur PC, PlayStation 3 et Xbox 360.
Il s'agit de la suite de Zeno Clash, et il précède Clash: Artifacts of Chaos.

## Système de jeu

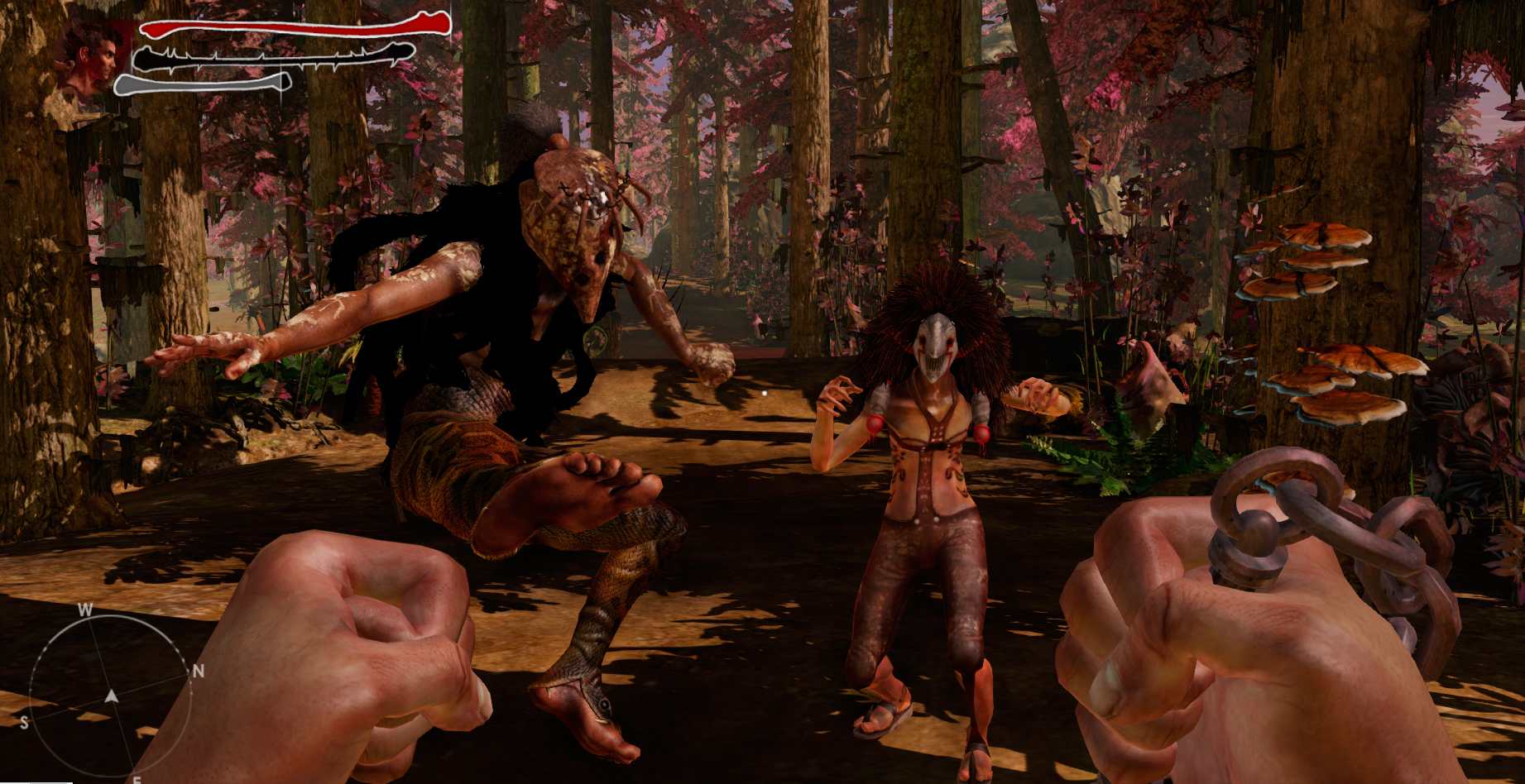
Image de gameplay

## Développement
Le jeu a été présenté lors de l'Electronic Entertainment Expo 2012. Un premier trailer a été montré  puis une vidéo de présentation du gameplay.

## Accueil
- IGN : 6,4/10[6]
- Official Xbox Magazine : 6,5/10[7]